# Rudolph von Dewitz
Friedrich Wilhelm Adolph Otto Albrecht Rudolph von Dewitz, auch Rudolf von Dewitz (* 12. Januar 1815 in Stargard (Pommern); † 4. November 1863 in Görlitz) war ein preußischer Verwaltungsjurist und Landrat des Kreises Wetzlar und des Kreises Landsberg (Warthe).

## Herkunft
Rudolph von Dewitz (Nr. 549 der Geschlechtszählung), entstammte einem alten norddeutschen Adelsgeschlecht Dewitz, welches zum mecklenburgisch-pommerschen Uradel zählt.
Er war Protestant. Seine Eltern waren der preußische Offizier Karl von Dewitz (* 12. Juni 1785; † 29. September 1815, #476) und dessen Ehefrau Elisabeth von Oertzen (1791–1839) aus dem Hause Rattey.

## Leben
Er besuchte zunächst ein Gymnasium in Berlin. Anschließend studierte er Rechts- und Kameralwissenschaften an den Universitäten zu Bonn und Berlin. Er gehörte ab 1834 dem Corps Rhenania Bonn an, bestand das erste juristische Examen und gelangte 1837 als Auskultator zur weiteren Ausbildung an das Kammergericht.  1838 war er als Auskultator in Schwedt.
Nach der zweiten juristischen Prüfung in Berlin 1839 zum Gerichtsreferendar ernannt, wechselte Dewitz nach der dritten und unter Ernennung zum Regierungsassessor 1844 in den preußischen Verwaltungsdienst.
Als Regierungsassessor fand er vom 18. Dezember 1845 bis zum 22. April 1848 im Bereich des Oberpräsiudiums der Rheinprovinz Beschäftigung, als er auftragsweise mit der Verwaltung des Kreises Wetzlar betraut wurde. Nach seinem anschließenden Wechsel an die Regierung in Frankfurt (Oder) übernahm von Dewitz 1849 die Verwaltung des im dortigen Dienstbereichs gelegenen Kreises Landsberg (Warthe). Dewitz starb im Dienst.
Von Dewitz heiratete am 11. Februar 1856 auf Charlottenhof Karla Charlotte Friederike Auguste von Klitzing (* 28. August 1816 Charlottenhof; † 26. November 1891 Frankfurt (Oder)), eine Tochter des Lebrecht von Klitzing auf Charlottenhof und der Karoline Bennecke. Das Ehepaar blieb ohne Kinder.